# デリック・シクア
デイヴィッド・デリック・シクア（英語: David Derek Sikua、1959年10月10日 - ）は、ソロモン諸島の政治家。2007年12月20日から2010年8月25日にかけ、同国の第9代首相を務めた。ソロモン諸島自由党所属。
趣味は読書、執筆、サッカー、クリケット、ラグビー、ハイキング、バードウォッチング、テレビを見ること、旅行、人に会うこと。

## 経歴
ガダルカナル州北東部のンガリタヴェティ村出身。1974年から1978年までセルウィン専門学校に、79年から81年までフィジーの南太平洋大学に、1985年にオーストラリアのサザンクイーンズランド大学にそれぞれ在学し、1992年にオーストラリアのモナシュ大学で修士課程を修了、2002年にニュージーランドのワイカト大学で博士課程を修了した。
1982年から1984年までパワ中学校の教諭・副校長を、1985年から1986年までワイマプル中学校の教諭・副校長を務める。1986年から1987年まで教育・人的資源省推進計画課主席、1988年から1990年まで同課課長、1993年に同省中等学校課課長、1993年4月から1994年2月まで同省次官補、1994年2月から1997年11月まで同事務次官、1997年11月から1998年1月まで森林・環境保全省事務次官、2003年5月から9月7日まで教育・人的資源省事務次官、2003年9月8日から2005年12月31日まで同事務次官をそれぞれ務めた。
2006年4月にガダルカナル北東選挙区から国会議員に当選。同年5月4日にマナセー・ソガヴァレ内閣で教育・人的資源相に抜擢された。しかし、首相の政治運営に対する与野党からの不満等が高まり、シクア自身も2007年11月に野党に合流。同年12月13日にシクア主導のもとソガヴァレ内閣の不信任決議案が可決され、シクアは野党勢力から次期首相に推された。12月20日に国会で首相選挙が行われ、その結果32票を獲得し当選。与党系候補のパターソン・オティ議員は15票にとどまった。シクアは即日首相に任ぜられ、12月21日から22日にかけ組閣を行った。